# El gegant gran i bo
El gegant gran i bo (títol original: The BFG) és un telefilm d'animació britànic dirigit per Brian Cosgrove i difós per primera vegada a la televisió britànica el 25 de desembre de 1989. Es tracta d'una adaptació de la novel·la de Roald Dahl El gran amic gegant (el títol original anglès, The BFG, és per Big Friendly Giant). Ha estat doblat al català.

## Argument
Sophie, una jove òrfena, es desperta una nit i percep la silueta d'un gegant caminant pels carrers de la ciutat. El gegant la veu al seu torn, s'apodera d'ella i se l'emporta al país dels gegants. En principi aterrida, Sophie s'adona que ha estat capturada pel gegant gran i bo, l'únic gegant inofensiu, que es passeja pel món de nit per bufar els somnis dels qui dormen.

## Repartiment

### Veus originals
- David Jason: El gegant gran i bo
- Amanda Root: Sophie
- Angela Thorne: la Reina d'Anglaterra
- Ballard Berkeley: el Cap de l'exèrcit
- Michael Knowles: el Cap de les forces aèries
- Don Henderson: Bloodbottler / Fleshlumpeater / el sergent
- Flaquejada Sugden: Mary
- Frank Thornton: el Sr. Tibbs
- Myfanwy Talog: la Sra. Clonkers
- Jimmy Hibbert: veus addicionals